# Al-Chafdżi
Al-Chafdżi (arab. الخفجي) – miasto we wschodniej Arabii Saudyjskiej, w Prowincji Wschodniej. Według spisu ludności na rok 2010 liczyło 67 012 mieszkańców.